# 2-а Нижня Медведиця
2-а Нижня Медведиця (рос. 2-я Нижняя Медведица) — присілок в Курському районі Курської області Російської Федерації.
Населення становить 102 особи. Входить до складу муніципального утворення Нижньомедведицька сільрада.

## Історія
Населений пункт розташований на території українського етнічного та культурного краю Східна Слобожанщина.
Від 2004 року входить до складу муніципального утворення Нижньомедведицька сільрада.

## Населення
| 2002 | 2010 |
| ---- | ---- |
| 103  | ↘102 |